# HD 116087
HD 116087，又名CP-60 4627，SAO 252284、HR 5035，是一颗恒星，视星等为4.53，位于銀經306.71，銀緯1.65，其B1900.0坐标为赤經13h 16m 10.1s，赤緯-60° 1.65′ 51″。